# ES Film
ES Film est une société turque spécialisée dans la production de films et séries historiques.
L'entreprise a été fondée en 2014. Son siège est à Istanbul.

## Principales productions d'ES Film
séries télévisées :
- 2014 : Filinta
- 2017 : Payitaht: Abdülhamid[1]
- 2017 :İsimsizler
- 2019 : Halka

cinéma :
- 2017 : Osmanlı Subayı[2],[3]